# Уси (Палкінський район)
Уси (рос. Усы) — присілок в Палкінському районі Псковської області Російської Федерації.
Населення становить 10 осіб. Входить до складу муніципального утворення Черська волость.

## Історія
Від 2015 року входить до складу муніципального утворення Черська волость.

## Населення
| 2001 | 2002 | 2010 |
| ---- | ---- | ---- |
| 7    | ↘4   | ↗10  |